# Girasweiher
Der Girasweiher ist ein 1,1 Hektar großes Stillgewässer im Gebiet der baden-württembergischen Gemeinde Bergatreute im Landkreis Ravensburg in Deutschland.

## Lage
Der in Privatbesitz befindliche Weiher liegt auf einer Höhe von 599 m ü. NHN und rund 1,8 Kilometer südöstlich der Bergatreuter Ortsmitte, bei den Weilern Giras im Südosten und Witschwende im Nordwesten.

## Hydrologie
Der Weiher hat ein Einzugsgebiet von rund sechs Hektar. Bei einer Größe von 1,1 Hektar, einer mittleren Tiefe von 1,3 Metern und einer maximalen Tiefe von 2,4 Metern beträgt das Seevolumen rund 14.100 Kubikmeter.
Gespeist wird der „Girasweiher“ über kleine Gräben und den Ablauf des nordöstlich gelegenen Elfenweiher.

Der Ablauf des „Girasweihers“ erfolgt über den Mahlbach und den Mahlweiher in die Wolfegger Ach zum Bodensee und damit in den Rhein und letztendlich in die Nordsee.

## Ökologie
Seit 2000 ist Bergatreute mit dem „Girasweiher“ am Aktionsprogramm zur Sanierung oberschwäbischer Seen beteiligt. Ein wichtiges Ziel dieses Programms ist, Nährstoffeinträge in Bäche, Seen und Weiher zu verringern und die Gewässer dadurch in ihrem Zustand zu verbessern und zu erhalten.
Das Einzugsgebiet des Weihers wird zu 25 Prozent für die Wald- und 75 Prozent für die Landwirtschaft – davon 78 % Grünland und 22 % Ackerland – genutzt.
| Jahr                                     | 2000  | 2001   | 2008   | 2013  | 2016  |
| Gesamt PO4-Phosphor (µg/l)               | 66,00 | 75,00  | 130,00 | 53,00 | 41,00 |
| Chlorophyll a (µg/l)                     | 25,00 | 70,00  | 132,00 | 13,00 |       |
| Chlorophyll a-Spitze (µg/l)              | 61,00 | 220,00 | 288,00 | 46,00 |       |
| anorganischer Gesamt-Stickstoff a (mg/l) |       | 4,19   | 3,58   | 7,07  |       |
| Sichttiefe (m)                           | 1,60  | 1,50   | 0,90   | 2,50  |       |
| Trophiestufe                             |       |        |        |       | e1    |